# Хмельницьке (Бердянський район)
Хмельни́цьке (до 1945 — Фрідендорф) — село в Україні, у Чернігівській селищній громаді Бердянського району Запорізької області. Населення становить 261 осіб (1 січня 2015). До 2016 орган місцевого самоврядування — Широкоярська сільська рада.
Село тимчасово окуповане російськими військами 24 лютого 2022 року.

## Географія
Село Хмельницьке розташоване на лівому березі річки Бегим-Чокрак, вище за течією на відстані 1 км розташоване село Ланкове, нижче за течією на відстані 1 км розташоване село Балашівка. Річка в цьому місці пересихає, на ній зроблена загата. Поруч проходить автомобільна дорога Н30.

## Історія
Засноване 1824 р. німцями-менонітами. Отримало назву Фріденсдорф — «мирне, спокійне село». Поселилося 30 сімей з Прусії, у 1825 році пересилилося ще 9 сімей з Прусії, 3 сім'ї з колонії Хортиця й 2 — з колонії Олександволь. У 1830 році в центрі села збудовано школу, до 1851 року на південь від села насаджено ліс, який складався з 81407 дерев. Заняття жителів було традиційним — землеробство і скотарство. Колонія розвивалася й у 1864 році в 57 дворах жило 391 чоловік. На кінець XIX ст. працювало сільське 4-річне училище, 27 повних, 6 половинних та 26 малих господарств. Працювали магазин, кузня, вітряні млини. 
7 (20) листопада 1917 року, відповідно до Третього Універсалу Української Центральної Ради, увійшло до складу Української Народної Республіки.
У роки громадянської війни частина жителів загинула, частина емігрувала до Канади та США. Господарства були зруйновані. Під час голоду в селі була розміщена кухня Американської менонітської допомоги. У період колективізації в 1929 році утворено ТСОЗ. У 1930 році утворено сільгоспартіль. У період сталінських репресій в колонії репресовано 44 жителі. З початком радянсько-гітлерівської війни 63 жителі села відправлено в табори. Під час відступу гітлерівці спалили село, а німецьке населення забрали з собою.
У 1945 році село перейменували в Хмельницька на честь гетьмана Війська Запорозького Богдана Хмельницького, а колгосп у ім. Ворошилова. Село заселялося й відбудовувалося в основному переселенцями з Західної України. У 1947 році в селі відкривають неповну середню школу. У 1959 році відбулося укрупнення колгоспів і цей колгосп відходить до Широкоярського під назвою ім. Богдана Хмельницького, а Хмельницьке стає бригадним селом. У 1970 році в селах Ланкове, Хмельницьке та Балашівка організовується колгосп ім. Ворошилова з центром у Хмельницькому. Колгосп міцніє, будуються нові приміщення ферм, складів, гаража, будинки для колгоспників, школу, клуб, магазин. Станом на 2005 рік у селі діє неповна середня школа, пошта, ФАП, клуб, магазин, бар, сільгосппідприємство "ДОМ", кілька фермерських та селянських господарств.
12 червня 2020 року, відповідно до розпорядження Кабінету Міністрів України № 713-р «Про визначення адміністративних центрів та затвердження територій територіальних громад Запорізької області», село увійшло до складу Чернігівської селищної громади.
17 липня 2020 року, в результаті адміністративно-територіальної реформи та ліквідації Чернігівського району, село увійшло до складу Бердянського району.

## Населення
Мовний склад населення у 2001 році був таким:
| Мова       | Число ос. | Відсоток |
| ---------- | --------- | -------- |
| українська | 822       | 90,78    |
| російська  | 82        | 9,22     |